# Moulin de la Galette (Israëls)
Moulin de la Galette is een schilderij van de Nederlandse impressionistische kunstschilder Isaac Israëls, geschilderd in 1905-1906, olieverf op doek, 90 × 110 centimeter groot. Het toont een man en vrouw aan een tafeltje in de beroemde Parijse uitgaansgelegenheid. Het werk bevindt zich in de collectie van het kunstverzamelaarsechtpaar Cees en Jarmilla Kamerbeek.

## Stijlaspecten
In 1904 vertrok Isaac Israëls naar Parijs, waar hij een opdracht had om er een aantal werken te schilderen bij het grote modehuis Paquin. In die periode had zijn impressionistische stijl van werken inmiddels een vaste, eigen vorm aangenomen, en die zou gedurende zijn verblijf in Parijs ook niet meer veranderen. Wel wisselde zijn kleurenpalet en penseelstreek enigszins. In Parijs brengt hij de tere, bijna doorzichtig groene, grijze en roze tonen aan in een brede, vlakke toets, regelmatig afgewisseld met diepzwart. Dat laatste was nadrukkelijk in tegenstelling tot de Franse impressionisten, die zwart doorgaans meden en het zelfs niet gebruikten in schaduwvlakken.
Ook Israëls schetsachtige techniek ontwikkelt zich in deze periode nog verder door, zonder het lineaire element geheel te verzaken. Naast met brede vlakken blijven zijn werken speelse lijnen zichtbaar, soms werkt hij nog met contouren, een andere keer weer niet, soms zelfs per object afgewisseld binnen hetzelfde werk.

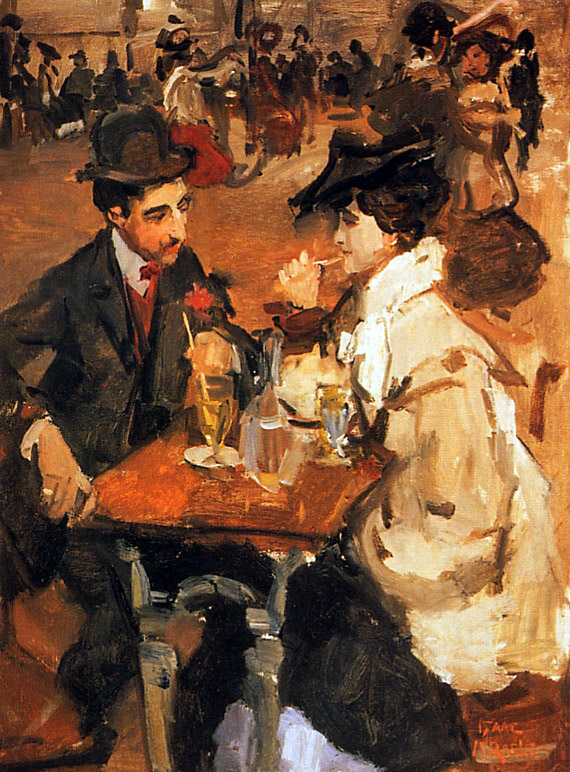
Soortgelijk werk van Israëls in Le Moulin de la Galette, zelfde periode

## Uitgaansleven in Parijs
Als liefhebber van een woelig stadsleven voelde Israëls zich dusdanig goed thuis in de Franse hoofdstad dat hij er tien jaar lang zou blijven. Hij had zijn atelier vlak bij Montmartre, gelegen tussen de Place Blanche en de Place Pigalle. Vlakbij vond hij het bruisende uitgaansleven, in cafés, cabarets, zoals de Moulin Rouge en de Moulin de la Galette, het latere Bal Tabarin Le Grand Guignol en het circus Medrano. Veelvuldig zou hij deze gelegenheden bezoeken, voor vertier, maar regelmatig ook om er te schilderen. Hij schepte er vooral genoegen in om de caféfiguren nauwgezet te observeren en vervolgens in brede, beweeglijke streken treffende impressies te geven van het mondaine Parijse uitgaansleven en de mensen die zich daarin bewogen.

## Oog voor interactie
Een favoriete locatie van Israëls was het door bekende schilders als Toulouse-Lautrec, Ramon Casas en nog eerder Renoir veelvuldig bezochte danscafé Moulin de la Galette. In zijn hier besproken werk met dezelfde naam schildert hij vanaf een verhoogde plankier een man en vrouw aan een tafeltje. Het resultaat tekent ten voeten uit Israëls' sterk observatief vermogen en zijn oog voor intermenselijke interactie. Op fijnzinnige wijze visualiseert hij de verhouding tussen de tegenover elkaar gezeten man en vrouw. Hij laat het aan de verbeelding van de toeschouwer om te bedenken waar ze het over hebben. Zoeken ze toenadering? Voeren ze een gewichtig gesprek? De vrouw houdt haar blik enigszins afgewend. Op de achtergrond schuifelen wat dansparen, neergezet in snelle vegen. Op de tafel wordt in een paar toetsen een stilleven van wat flessen en glazen geconcipieerd. De suggestie wordt gewekt alsof de kijker zelf in het etablissement aanwezig is, zittend aan een belendend tafeltje.

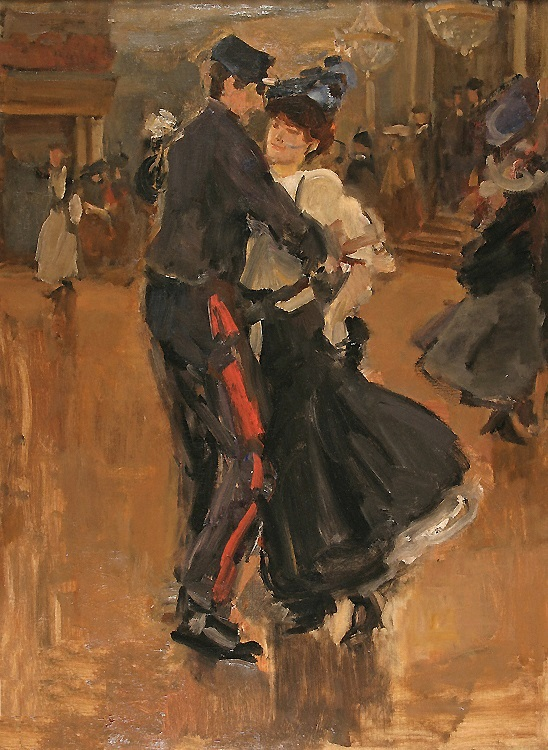
Dansen in Le Moulin de la Galette

Moulin de la Galette wordt gerekend tot de beste werken die Israëls in Parijs maakte. Kunstverzamelaar Cees Kamerbeek, in wiens collectie het werk zich bevindt, noemde het bij de expositie van zijn collectie in Museum Flehite in 2007 zonder aarzelen zijn favoriete werk. Hij kenmerkte het als een icoon van de moderne schilderkunst en koppelde het aan zijn aan Willem Kloos ontleende adagium "Kunst is passie".